# 關士光
關士光，MBE（1925年1月10日—2011年12月31日），银行家，有「恒指之父」之稱，香港恆生指數及恒生消費物價指數创製人。

## 生平

### 早年生活
關士光，原籍廣東南海九江，一九二五年出生於香港一個傳統的華人金融世家，其祖輩在香港開設銀號。伯父關淮州早期在香港上環設立兩間銀號：永大銀號及永德銀號，而關士光父親關濟東則協助大哥關淮州處理銀號業務。當年這類傳統銀號乃香港華人社會經濟活動中重要之一環，所以關氏家族憑藉銀號事業，在香港算是中上層階級。在關士光誕生的一九二五年，中國及香港發生兩件大事，對關氏家族銀號帶來極大的衝擊。第一件是一九二五年五月三十日，上海南京路上中國示威群眾被英國巡捕開槍射殺，造成13人死亡，引發全國性的反英運動，史稱「五卅運動」。香港在五卅運動一開始便首當其衝，六月十九日香港各業工人發起大罷工，六月廿三日，廣州沙面英軍向反英示威群眾開槍，打死五十二人，傷一百一十七人，此為「沙基慘案」。香港工人罷工工潮進一步擴大，有廿五萬人離開香港上廣州，史稱「省港大罷工」，這埸歷時一年零四個月的大罷工是世界工運史上時間最長的。省港大罷工將香港變成死港，各種商業活動停擺，關家的永大及永德兩銀行受到重創，生意大不如前。在省港大罷工結束三年後，一場更加大的災難降臨，使關家銀號遭到滅頂之禍，這個便是爆發於一九二九年嘅世界經濟大蕭條。由於關淮州平日作風強悍，銀號在金銀買賣投機方面非常冒險進取，省港大罷工已經令銀號損失慘重，加上經濟大蕭條，就令永大及永德兩銀號最终關門結業。

### 教育
關士光之父關濟東在兄長關淮州的銀號打工，在銀號並沒有實權，銀號結業，關濟東就立刻失業，要靠親朋接濟，並且要自己尋找工作，可見其時關家之經濟財政是非常困難。雖然生活困難，關濟東對四個兒子的教育卻非常重視，關濟東父親在清末曾參與科舉，關家算是書香世代。
一九三一年，關士光被父親送到西環小學就讀。西環小學除按照規定在香港政府註冊外，還同時向南京國民政府教育部立案，即是所謂的「僑校」，當時在香港的中文學校絕大部分是僑校。作為僑校，西環小學所用的課本及教育方式與南京國民政府規定差不多。每週一早上，西環小學亦如同當時中國其他地方的學校一樣有週會，週會上全體師生唱《三民主義》，向孫中山遺像行三鞠躬禮，並且要背念「總理遺囑」。關士光的啟蒙教育就是在這種充滿民族思想教育氣氛環境下進行，這種教育亦令到關士光自小就具有關心中國的情懷。
雖然關濟東希望四個兒子接受完整的華文教育，奈何其時關家經濟環境不佳，而私立僑校因為無香港政府任何資助，所以收費極高，每位每月二十大元，加上長子關文光已經安排去讀培正中學，收費甚高，其他三個兒子關士光，關子光及關元光就不可能再繼續讀私立學校。一九三七年，關士光入讀英皇書院，英皇書院因是英國政府出資，校內設備師資方面均是相當優良，關士光覺得在英皇書院受教育是他畢生最愉快的時光，但校內課程再無任何民族主義教育而已。
一九四一年十二月八日，日本人發動太平洋戰爭，同日進攻香港，至十二月二十五日聖誕節，港督楊慕琦向日軍投降，香港淪陷。淪陷時期，香港開始疏散人口，關家兄弟亦要作出抉擇，關士光長兄關文光要照顧家庭，關士光在英皇書院因戰爭學業未能完成，就在一九四二年夏拜別父母兄長，與其他香港難民先乘船去廣州灣，然後間道去自由區廣西柳州，因為柳州有關家親戚在此經營汽車配件，關士光到此投靠他們。這個是關士光首次離開富裕的香港來到落後的國民政府統治區，他為區內人民生活貧窮落後而感到吃驚，他同時目睹經過四年多抗日戰爭後，大後方經濟瀕臨崩潰狀態，官方法幣日夜貶值，再加上軍政領導人員很多貪污腐化，可謂民不聊生。

### 任美軍翻譯
關士光在柳州親戚處打工，雖能勉強糊口，但是生活很不安定。一九四二年緬甸被日本攻佔，中國對外陸上唯一通道就是滇緬公路被日本封鎖。中國當時組織遠征軍，一九四三年底由衛立煌任司令，派軍進入緬甸對日作戰，美國對這批中國部隊給予各種援助，為此美軍派出大批軍事顧問進行指導，需要大量翻譯人才。國民政府軍事委員會外事局就成立翻譯員訓練班，在柳州等地進行招考，曾在香港接受教育的關士光前往報考，結果關士光及其他香港英校生輕易就獲得錄取。一九四三年十一月，關士光與其他獲錄取學員前往桂林與當地另一批學員會合，然後乘美軍C-47運輸機去昆明，進行六星期的訓練，學習軍事常識及各種武器性能，學習完畢，關士光等學員就獲得國軍上尉軍銜。
翻譯員除部分被派去印緬前線為中國遠征軍當翻譯外，其餘多是分配在後方不同兵種為美軍訓練中國部隊當翻譯。一九四三年底，緬甸戰役持續，為打通滇緬公路，美國援助大批車輛需要國軍駕駛員，關士光就被派去在雲南曲靖的軍隊汽車學校，幫美軍顧問訓練國軍駕駛員，該校開始時條件極差，但到滇緬公路打通後，情況就有所改善。關士光多次隨美軍顧問視察滇緬公路。滇緬戰役結束，中日戰場轉移至湖南，第廿四集團軍在王耀武率領下成立野炮訓練中心，關士光又被調去幫助美軍顧問訓練十八師官兵使用美式榴彈炮，但是尚未投入使用，日本人就宣布投降。

### 戰後
戰後初時關士光尚陪同美軍顧問隨國軍部隊前往北方遼寧葫蘆島，準備進軍東北，但是他對於國共內戰不感興趣，而且感到厭倦，就決定離開部隊返回香港。大戰期間，關家四兄弟各分東西，長兄關文光一直留在日本佔領之香港，關士光在大後方加入國軍當翻譯，兩名弟弟關子光和關元光則隨母親往廣西躲避戰難，戰後四兄弟總算在香港團聚。關士光先在港府任職普通文員，後轉入專門代理歐美汽車的洋行(Dodwell & Company Ltd)，因為他戰時有接觸汽車的工作經歷。但是由於國共內戰越演越烈，香港華人社會亦未能置身度外，香港成為中共重要的統一戰線中心，親共報刊如雨後春筍，而且不少親共人士在香港成立各種學院社團，因此香港就成為左傾文化宣傳的重鎮。關士光兩名弟弟關子光和關元光亦先後加入左派的學院社團，之後更被中共吸納，在一九四九年相繼前往中國大陸參與共產黨革命。但關士光與長兄關文光仍然留在香港。
一九五五年，關士光見中國大陸不斷出現政治運動，不少香港人感到會影響香港的政治，有意移民外國，關士光亦曾考慮移民。最後他接受朋友勸告，申請進入美國駐港領事館打工。美國駐港領事館當時是美國世界上最大駐外機構，關士光先是負責篩查香港居民移民申請，後轉入領事館內美空軍聯絡處，翻譯大陸各類報刊文章。六年後關士光改變主意不想移民，亦厭倦這工作，想起戰前其父曾嘗試在他讀書時的暑假期間介紹去親戚銀號學習往事，決定走上父親舊路，轉入金融業。

### 金融生涯
一九六二年二月，關士光進入恆生銀行，由他領導其時規模尚甚細的研究部。恆生是創辦於一九三三年，原本是一傳統銀號，以買賣黃金起家。在抗戰期間，恆生代國民政府兌換外幣，後來國共內戰期間，國統區幣制崩潰，人們渴求金銀，令恆生亦借此獲厚利。隨著舊式銀號沒落，恆生於一九五二年成為正式銀行，邁入現代化行列，除接受中下層市民存款外，主力是向中小工商界借貸，其中不少後來成為香港巨富。關士光在恆生最先主要工作是為恆生卅週年紀念出版特刊，後又負責出版恆生通訊，派發給海外華人，向他們提供香港投資機會及情報。他亦見證一九六五年恆生大擠提，當年恆生面臨清盤倒閉大危機，到四月十二日恆生與匯豐談判，結果由匯豐入股百分之五十一，恆生變成匯豐屬下銀行，始告解除危機。

### 創製恆生指數
六七暴動後，香港經濟復甦，股票市場興旺，恆生銀行掌舵人何善衡決定推出「恆生指數」，務求令指數成為香港的道瓊斯工業平均指數，但是遭到大部分人反對，認為這應該由洋人銀行去辨，華人銀行未有能力承擔此責任。何善衡力排眾議，表明恆生指數推出後，報刊、電台及電視會不停提及恆生兩個字，即是等於替恆生銀行作免費宣傳。
於是怎樣創造恆生指數這個責任就落在研究部主管關士光身上，關士光接受任務後花了差不多一年時間，向大學統計系教授求教，又向其他銀行及香港統計署求助，最後根據三十三隻成分股（即藍籌股）市值計算出來，該等成分股涵蓋了香港股市市值七成以上。由於其涵蓋範圍大，該等成分股的升跌就對其餘股票走勢亦有極大影響，故此市場慣以恆生指數去預測整體大市的走勢。最後就定了一九六四年七月三十一日為恒指的基數（即一百點）。當恒指在一九六九年十一月廿四日正式推出時，恒指是158點。當時一些恒生銀行的内部人士質疑創建指數的這一計劃，因爲當時的恒生銀行只不過是一個小小的香港的銀行。但事實證明，這個系統運行得很好，關士光在他的書中寫道：「一九八四年他退休之際，在港交所上市的公司名單已經超過250家，雖然成分股的數量仍保持在了33個，但這些公司仍占了大約75%的總市場價值（基於最後12個月的平均數）和超過70%的總市場營業額（基於最後24個月的累積）。」因為「恆生指數」的成功，港府聘請關士光與政府統計處合作，在一九七四年推出「恆生消費物價指數」，這個是關士光為公眾服務之始。

### 退休
一九八四年關士光由恆生退休，一個主要原因是他發現自己健康有問題，另一個更重要的原因是香港主權移交已成定局，他覺得應該是時候作出抉擇。基於關士光對中共的不信任，他於是就放棄香港前往加拿大，逐漸淡出香港金融圈子。二零零八年關士光在加拿大寫了兩本有關金融歷史的著作：《七十年來家國》及《龍與皇冠──香港回憶錄》。《龍與皇冠：香港回憶錄》（The Dragon and the Crown: Hong Kong Memoirs）的前言中，皇家亞洲學會香港分會的主席廖樂柏（英語：Robert Nield）將恒生指數譽爲香港“資本主義的終極衡量標准”。二零一一年十二月三十一日，关士光于加拿大多倫多士嘉堡慈恩医院(Scarborough Grace Hospital)逝世。死因是心脏衰竭，享年86歲。

## 後世觀感
派傑亞洲證券有限公司香港分部的首席銷售安德魯·沙利文說:「他創造出的指標已經經受了時間的考驗，它很好地衡量了港股市場大體上的表現，雖然在這些年來也有了很多變化，但依然行之有效。」，曾與關士光共事7年的前任恒生銀行副首席執行官羅格·盧克說:「斯坦利願意接受意見，他善於整合不同的想法和觀點。他從不把建立恒指歸功於自己，他很少誇耀他的成就。」正如羅格所說，關士光退休後移民加拿大，對於他爲香港金融業作出的貢獻，他表現得低調而謙虛。二零一零年，關士光在接受加拿大媒體采訪時曾說:「如果我是在今時今日走進恒生銀行的辦公室，沒有人會認識我。」。

## 回憶錄
- 1999年— 《七十年來家國──一個老香港的回憶》（My Home and My Country: Memoirs of an Old Hong Kongan）
- 2008年— 《龍與皇冠──香港回憶錄》（The Dragon and the Crown: Hong Kong Memoirs）